# Max von Grapow
Wilhelm Max Ludwig Heinrich Grapow, seit 1915 von Grapow (* 18. April 1861 in Danzig; † 4. März 1924 in Rapallo, Italien) war ein deutscher Admiral der Kaiserlichen Marine.

## Leben

### Herkunft
Max von Grapow war ein Sohn des deutschen Kapitäns zur See Adolf Heinrich Paul Wilhelm Grapow (1831–1875) und dessen Ehefrau Elisabeth Henriette Berta Larissa Georgine, geborene Simon (1839–1885).

### Militärkarriere
Grapow trat am 21. April 1877 als Kadett in die Kaiserliche Marine ein und absolvierte die Marineschule in Kiel. Als Unterleutnant zur See versah er anschließend Dienst auf der Kronprinz und der Gneisenau. Von Ende August 1883 bis Ende Oktober 1884 erfolgte eine Verwendung als Wachoffizier auf dem im Stationsdienst eingesetzten Kanonenboot Wolf. Zwischenzeitlich zum Leutnant zur See aufgestiegen, wurde Grapow dann Kommandant des Torpedobootes S 4 beim Torpedodetachement der Nordsee und war von September 1885 bis Februar 1887 Adjutant der II. Matrosendivision. Nach einer erneuten Verwendung beim Torpedodetachement der Nordsee, dieses Mal als Kommandant des Torpedobootes S 14, wurde er Ende Oktober 1887 Kompanieoffizier bei der II. Torpedoabteilung und zugleich Kommandant eines Schultorpedobootes. Ab Ende September 1888 war Grapow in der Folge Wachoffizier auf der Charlotte, Friedrich der Große und Blücher. Dort avancierte er Ende September 1891 zum Kapitänleutnant und diente für zwei Monate als Navigationsoffizier. In gleicher Eigenschaft wirkte er dann auf der Sachsen, der Blücher und der Deutschland. Zur weiteren Ausbildung absolvierte Grapow 1893/95 zusätzlich zu seiner Kommandierung auf die Deutschland den I. und II. Coetus an der Marineakademie, wurde anschließend Navigationsoffizier auf dem Linienschiff Wörth und schließlich am 30. November 1895 als Admiralstabsoffizier der Marinestation der Ostsee nach Kiel versetzt. Für fünf Monate fungierte er als Erster Offizier auf der Brandenburg, wurde Ende August 1897 zur Dienstleistung zum Oberkommando der Marine (Berlin) kommandiert und war vom 14. März 1899 bis zum 22. September 1900 im Admiralstab der Marine tätig. Während dieser Zeit war Grapow zeitweise zur Dienstleistung zum Großen Generalstab sowie als Chef des Stabes zum Stab des II. Geschwaders kommandiert.
Ende September 1900 trat Grapow die Ausreise nach Apia an, um als Kommandant den Kleinen Kreuzers Cormoran zu übernehmen, welcher dem Ostasiengeschwader angehörte und unter seinem Kommando eine Rundreise zu den deutschen Kolonien Neuguinea und Samoa durchführte. Im Sommer 1901 richteten, nachdem der Forscher und Abenteurer Bruno Mencke umgekommen war, Angehörige der Polizeitruppe unterstützt durch einen Landungstrupp der Cormoran auf Mussau ein Massaker unter den Bewohnern der Insel an. Dabei wurden über 80 Einheimische getötet.
Am 12. Juli 1902 gab er sein Kommando ab und wurde während seiner Heimreise am 8. September 1902 zum Fregattenkapitän befördert. In Deutschland war Grapow ab Anfang Oktober 1902 wieder im Admiralstab der Marine tätig und stieg Ende Januar 1904 zum Kapitän zur See auf. Von Ende September 1904 bis Anfang Juli 1906 war er Kommandant des Linienschiffes Wörth und anschließend ab Juli 1906 Kommandant des Linienschiffes Lothringen. Am 19. Oktober 1906 wurde Grapow als Lehrer an die Marineakademie versetzt und zugleich dem Admiralstab der Marine zugeteilt. Außerdem war er ab Ende März 1907 zugleich mit der Wahrnehmung der Geschäfte des Direktors der Marineakademie beauftragt. Anfang Oktober 1907 erfolgte seine Ernennung zum Abteilungsvorstand im Admiralstab der Marine. In dieser Stellung avancierte Grapow am 27. Januar 1909 zum Konteradmiral und wurde zwei Monate später als Nachfolger von Friedrich von Ingenohl 2. Admiral des I. Geschwaders. Von Mitte September 1910 bis Mitte April 1911 stand er zur Verfügung der Marinestation der Ostsee und wurde mit der Beförderung zum Vizeadmiral bis zu seinem Ausscheiden aus der Marine als Direktor des Nautischen Departements in das Reichsmarineamt (Berlin), zeitweise vertreten durch Theodor Frey und Raimund Winkler, versetzt. Mit Ausbruch des Ersten Weltkriegs war Grapow zugleich auch Chef des V. Geschwaders. Am 22. März 1915 erhielt er den Charakter als Admiral und wurde am 18. September 1915 unter Erhebung in den erblichen preußischen Adelsstand zur Disposition gestellt.
Grapow leitete ab 1917 den Alldeutschen Verband, beendete aber im Dezember 1919 die Arbeit aufgrund von Auseinandersetzungen mit dem Vorsitzenden Heinrich Claß. Er war auch Vorstand des Berliner Nationalklubs von 1919.

### Familie
Grapow hatte sich am 22. Oktober 1891 in Kiel mit Leonore Mießner (* 1872) verheiratet. Aus der Ehe gingen vier Kinder hervor:
- Hans-Wilhelm (1892–1914), Leutnant zur See
- Hertha (* 1893)

⚭ 1914 Karl von Heider († 1914), Oberleutnant zur See
⚭ 1922 Werner Steffan, deutscher Konteradmiral
- Adalbert (* 1895), Oberstleutnant der Wehrmacht
- Harald (* 1900)

## Schriften
- Die deutsche Flagge im Stillen Ozean. D. Reimer, 1915, mehrere Auflagen.
- Die Freiheit der Meere nach dem Kriege, unsere und Englands koloniale Kriegsziele. Lehmann Verlag, 1917.